# Rundu College of Education
Das Rundu College of Education (RCE) war eine von vier Pädagogischen Hochschulen in Namibia und bot dreijährige Diplomkurse in Beruflicher Grundbildung für Grundschul- und Gymnasiallehrer, das Basic Education Teacher Diploma (BETD) an.
Die Hochschule wurde 1996 gegründet und hatte ihren Sitz in Rundu, der Hauptstadt der Region Kavango. Es unterhielt Lehrräume, eine Hochschulbibliothek, ein Computer- und Kunstzentrum sowie Studentenwohnheime.
Mit Wirkung zum 1. April 2010 ging das College in der Fakultät für Erziehungswissenschaften der Universität von Namibia auf.

## Abteilungen
- Sprachen
- Mathematik und Handel
- Naturwissenschaften
- Praktische Fertigkeiten
- Berufliche Fertigkeiten
- Sozialwissenschaften